# جبال الخشنة
الخشنة هي سلسلة جبلية تقع في شمال الجزائر ضمن الأطلس التلي بين جبال جرجرة والتيطري والأطلس البليدي، وتطل على البحر الأبيض المتوسط ومتيجة.

## جيولوجيا
التكوين الجيولوجي لسلسلة «جبال الخشنة» المتكونة من تلال وجبال، أهمها جبل بوزقزة، يجعل منها خزانا ضخما للموارد المنجمية، وتتميز المرتفعات الجبلية من بني عمران إلى خميس الخشنة باحتوائها على أنواع الصلصال والطين والغضار.
وتُعتبر مغارات سوق الحد نموذجا لهذا التكوين الجيولوجي بصخوره الصلبة.
وقد تم استغلال أعماق مغارات ومناجم ومحاجر «جبال الخشنة» أثناء الاحتلال الفرنسي للجزائر من أجل استخراج بعض الحجارة والمعادن.
وهذا المخزون الاقتصادي من الحجر الجيري والرخام والصلصال جعل التجمعات البشرية تستوطن هذه المنطقة منذ قرون عديدة.
وتُضاف موارد أخرى من الصخور النارية إلى ما سبق من بينها الجرانيت والريوليت والبازلت.
وهذا المخزون الكافي من المواد النافعة جعل استخراج ترسبات الطفة والترافرتين نشاطا رائجا في قدارة وسي مصطفى.
كما أن الصلصال المتوفر في بودواو وتيجلابين والثنية وزموري قد شكل المادة الخام لإنتاج الطوب والطابوق وأعمال القرميد.

## النشاط الزلزالي
قامت دراسات علم الزلازل المطبقة على «جبال الخشنة» بدراسة تلاقي الصفيحة الأفريقية والصفيحة الأوراسية على مستوى ولاية بومرداس وولاية المدية.
ذلك أن غلاف الأرض الصخري في منطقة القبائل يخضع لتحرك هاتين الصفيحتين التكتونيتين بمتوسط يتراوح بين 4 و 5 مليمتر سنويا بما يؤدي إلى تشوهات تكتونية على طول الساحل المتوسطي الجزائري ونشوء احتمال زلزالي.
وقد تم تصنيف «جبال الخشنة» وما حولها ضمن «المنطقة الثانية» (بالفرنسية: Zone sismique II)‏ في الجزائر وفق درجات الخطر الزلزالي متوسط الشدة.

## الاستغلال المنجمي
تحتوي أعماق «مغارات سوق الحد» على العديد من المعادن التي جعلت الاحتلال الفرنسي يحولها إلى منجم هام في منطقة الثنية.
فكانت كميات من الحصى المخلوط بمعدن المرو تستخرج من دهاليز هذه المغارات.
كما تم تطوير المنجم لاستخراج خام الحديد الذي كانت سكة حديدية تنقله إلى مشارف سفح بلدية سوق الحد ليتم إنزال المعدن الحديدي الخام بواسطة مصعد هوائي إلى غاية محطة قطار سوق الحد الخاصة بسكة الحديد.
وقد تم تطوير المساحة المحاذية لمدخل «مغارات سوق الحد» ابتداء من العام 1951م من أجل استخراج وتجميع كميات الهيماتيت، والشيست، والكوارتزيت.
وكانت عربات القطار تنقل هذه المعادن الخام من محطة قطار سوق الحد إلى غاية محطة قطار القصبة قصد إيصالها إلى مصانع التحويل.
ويتميز المعدن الخام المستخرج من هذه المغارات باحتوائه كمية متوسطة من أكسيد الحديد والبيريت والريوليت والميكاشيست  · .

## المناخ
المناخ السائد في «جبال الخشنة» هو مناخ البحر الأبيض المتوسط بارد ورطب شتاءا حار وجاف صيفا، وتتراوح كمية الأمطار المتساقطة سنويا بين 500 إلى 1300مم بداية من شهر أكتوبر إلى غاية شهر مارس وتعرف المناطق الساحلية بلطافة جوها وبمعدل حرارة سنوي يقدر بـ 18° على خط الشريط الساحلي و 25° بالمناطق الداخلية للولاية.

### الإحصائيات المناخية الشهرية
| البيانات المناخية لـ"جبال الخشنة" | البيانات المناخية لـ"جبال الخشنة" | البيانات المناخية لـ"جبال الخشنة" | البيانات المناخية لـ"جبال الخشنة" | البيانات المناخية لـ"جبال الخشنة" | البيانات المناخية لـ"جبال الخشنة" | البيانات المناخية لـ"جبال الخشنة" | البيانات المناخية لـ"جبال الخشنة" | البيانات المناخية لـ"جبال الخشنة" | البيانات المناخية لـ"جبال الخشنة" | البيانات المناخية لـ"جبال الخشنة" | البيانات المناخية لـ"جبال الخشنة" | البيانات المناخية لـ"جبال الخشنة" | البيانات المناخية لـ"جبال الخشنة" |
| الشهر                             | يناير                             | فبراير                            | مارس                              | أبريل                             | مايو                              | يونيو                             | يوليو                             | أغسطس                             | سبتمبر                            | أكتوبر                            | نوفمبر                            | ديسمبر                            | المعدل السنوي                     |
| --------------------------------- | --------------------------------- | --------------------------------- | --------------------------------- | --------------------------------- | --------------------------------- | --------------------------------- | --------------------------------- | --------------------------------- | --------------------------------- | --------------------------------- | --------------------------------- | --------------------------------- | --------------------------------- |
| متوسط درجة الحرارة الكبرى °ف      | 61.7                              | 63.1                              | 65.3                              | 68.7                              | 74.3                              | 80.6                              | 87.1                              | 88.2                              | 84.6                              | 77.2                              | 69.3                              | 63.0                              | 73.6                              |
| المتوسط اليومي °ف                 | 52.3                              | 53.4                              | 55.0                              | 58.5                              | 63.9                              | 70.3                              | 76.3                              | 77.4                              | 73.8                              | 66.9                              | 59.4                              | 53.8                              | 63.4                              |
| متوسط درجة الحرارة الصغرى °ف      | 42.6                              | 43.5                              | 44.6                              | 48.2                              | 53.6                              | 60.1                              | 65.3                              | 66.4                              | 62.8                              | 56.7                              | 49.3                              | 44.6                              | 53.1                              |
| الهطول إنش                        | 3.15                              | 3.22                              | 2.89                              | 2.41                              | 1.57                              | 0.66                              | 0.18                              | 0.29                              | 1.35                              | 2.99                              | 3.80                              | 4.54                              | 27.05                             |
| متوسط درجة الحرارة الكبرى °م      | 16.5                              | 17.3                              | 18.5                              | 20.4                              | 23.5                              | 27.0                              | 30.6                              | 31.2                              | 29.2                              | 25.1                              | 20.7                              | 17.2                              | 23.1                              |
| المتوسط اليومي °م                 | 11.3                              | 11.9                              | 12.8                              | 14.7                              | 17.7                              | 21.3                              | 24.6                              | 25.2                              | 23.2                              | 19.4                              | 15.2                              | 12.1                              | 17.5                              |
| متوسط درجة الحرارة الصغرى °م      | 5.9                               | 6.4                               | 7.0                               | 9.0                               | 12.0                              | 15.6                              | 18.5                              | 19.1                              | 17.1                              | 13.7                              | 9.6                               | 7.0                               | 11.7                              |
| الهطول مم                         | 80.0                              | 81.8                              | 73.4                              | 61.1                              | 39.9                              | 16.7                              | 4.6                               | 7.4                               | 34.2                              | 76.0                              | 96.4                              | 115.2                             | 686.7                             |
| متوسط الرطوبة النسبية (%)         | 80                                | 84                                | 76                                | 67                                | 60                                | 63                                | 63                                | 65                                | 64                                | 65                                | 66                                | 74                                | 69                                |
| ساعات سطوع الشمس الشهرية          | 5.4                               | 5.6                               | 6.8                               | 7.8                               | 9.7                               | 11.3                              | 11.1                              | 10.0                              | 9.1                               | 8.1                               | 6.8                               | 5.4                               | 97.1                              |
| المصدر: الأرصاد الجوية الجزائرية  |                                   |                                   |                                   |                                   |                                   |                                   |                                   |                                   |                                   |                                   |                                   |                                   |                                   |

### الخريطة المناخية السنوية

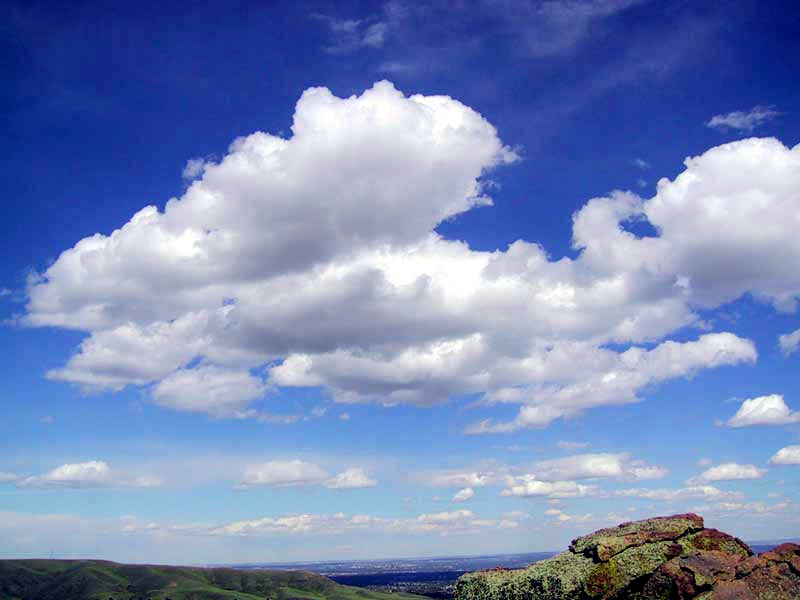
مناخ الجزائر

| مخطط المناخ لـ"جبال الخشنة"           | مخطط المناخ لـ"جبال الخشنة" | مخطط المناخ لـ"جبال الخشنة" | مخطط المناخ لـ"جبال الخشنة" | مخطط المناخ لـ"جبال الخشنة" | مخطط المناخ لـ"جبال الخشنة" | مخطط المناخ لـ"جبال الخشنة" | مخطط المناخ لـ"جبال الخشنة" | مخطط المناخ لـ"جبال الخشنة" | مخطط المناخ لـ"جبال الخشنة" | مخطط المناخ لـ"جبال الخشنة" | مخطط المناخ لـ"جبال الخشنة" |
| ------------------------------------- | --------------------------- | --------------------------- | --------------------------- | --------------------------- | --------------------------- | --------------------------- | --------------------------- | --------------------------- | --------------------------- | --------------------------- | --------------------------- |
| 01                                    | 02                          | 03                          | 04                          | 05                          | 06                          | 07                          | 08                          | 09                          | 10                          | 11                          | 12                          |
| 80 17 6                               | 82 17 6                     | 73 19 7                     | 61 20 9                     | 40 24 12                    | 17 27 16                    | 4.6 31 19                   | 7.4 31 19                   | 34 29 17                    | 76 25 14                    | 96 21 10                    | 115 17 7                    |
| متوسط درجة-الحرارة °س مجاميع الهطل مم |                             |                             |                             |                             |                             |                             |                             |                             |                             |                             |                             |
| بالوحدات الإنكليزية                   |                             |                             |                             |                             |                             |                             |                             |                             |                             |                             |                             |
| 01                                    | 02                          | 03                          | 04                          | 05                          | 06                          | 07                          | 08                          | 09                          | 10                          | 11                          | 12                          |
| 3.1 62 43                             | 3.2 63 44                   | 2.9 65 45                   | 2.4 69 48                   | 1.6 74 54                   | 0.7 81 60                   | 0.2 87 65                   | 0.3 88 66                   | 1.3 85 63                   | 3 77 57                     | 3.8 69 49                   | 4.5 63 45                   |
| متوسط درجة-الحرارة °ف مجاميع الهطول ″ |                             |                             |                             |                             |                             |                             |                             |                             |                             |                             |                             |

| 01                                    | 02        | 03        | 04        | 05        | 06        | 07        | 08        | 09        | 10      | 11        | 12        |
| 3.1 62 43                             | 3.2 63 44 | 2.9 65 45 | 2.4 69 48 | 1.6 74 54 | 0.7 81 60 | 0.2 87 65 | 0.3 88 66 | 1.3 85 63 | 3 77 57 | 3.8 69 49 | 4.5 63 45 |
| متوسط درجة-الحرارة °ف مجاميع الهطول ″ |           |           |           |           |           |           |           |           |         |           |           |

## الطرق الوطنية

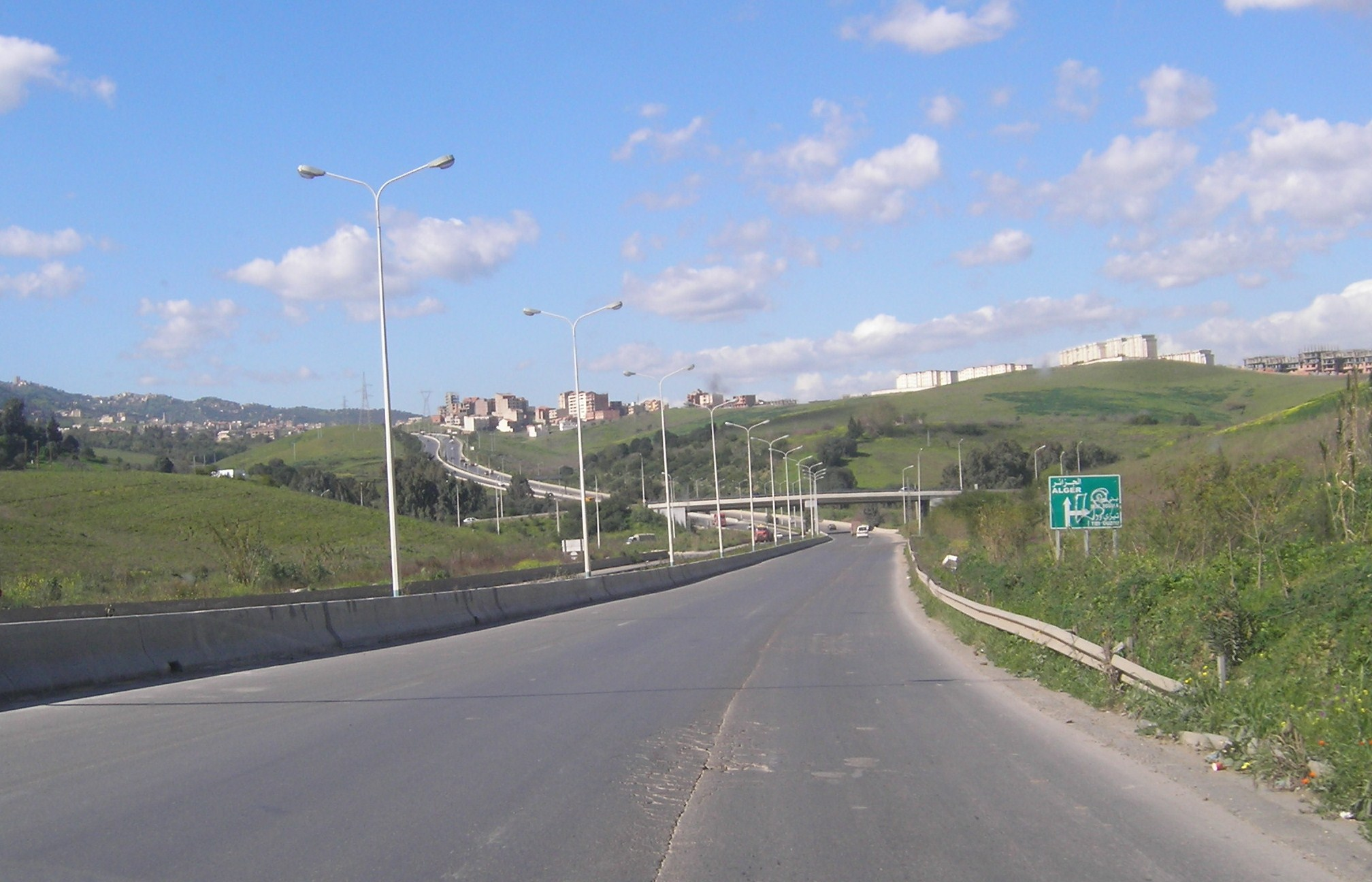
الطريق الوطني رقم 12

تَعبر وتُحيط بمرتفعات «جبال الخشنة» العديد من الطرق الوطنية في منطقة القبائل.
| رقم | ولاية الجزائر         | ولاية بومرداس         | ولاية المدية         | ولاية تيزي وزو       | ولاية البويرة         |
| --- | --------------------- | --------------------- | -------------------- | -------------------- | --------------------- |
| 01  | الطريق الوطني رقم 5   | الطريق الوطني رقم 5   | الطريق الوطني رقم 8  | الطريق الوطني رقم 68 | الطريق الوطني رقم 5   |
| 02  | الطريق الوطني رقم 24  | الطريق الوطني رقم 8   | الطريق الوطني رقم 64 |                      | الطريق السيار شرق-غرب |
| 03  | الطريق السيار شرق-غرب | الطريق الوطني رقم 12  |                      |                      |                       |
| 04  |                       | الطريق الوطني رقم 24  |                      |                      |                       |
| 05  |                       | الطريق الوطني رقم 25  |                      |                      |                       |
| 06  |                       | الطريق الوطني رقم 29  |                      |                      |                       |
| 07  |                       | الطريق الوطني رقم 68  |                      |                      |                       |
| 08  |                       | الطريق السيار شرق-غرب |                      |                      |                       |

## الوديان

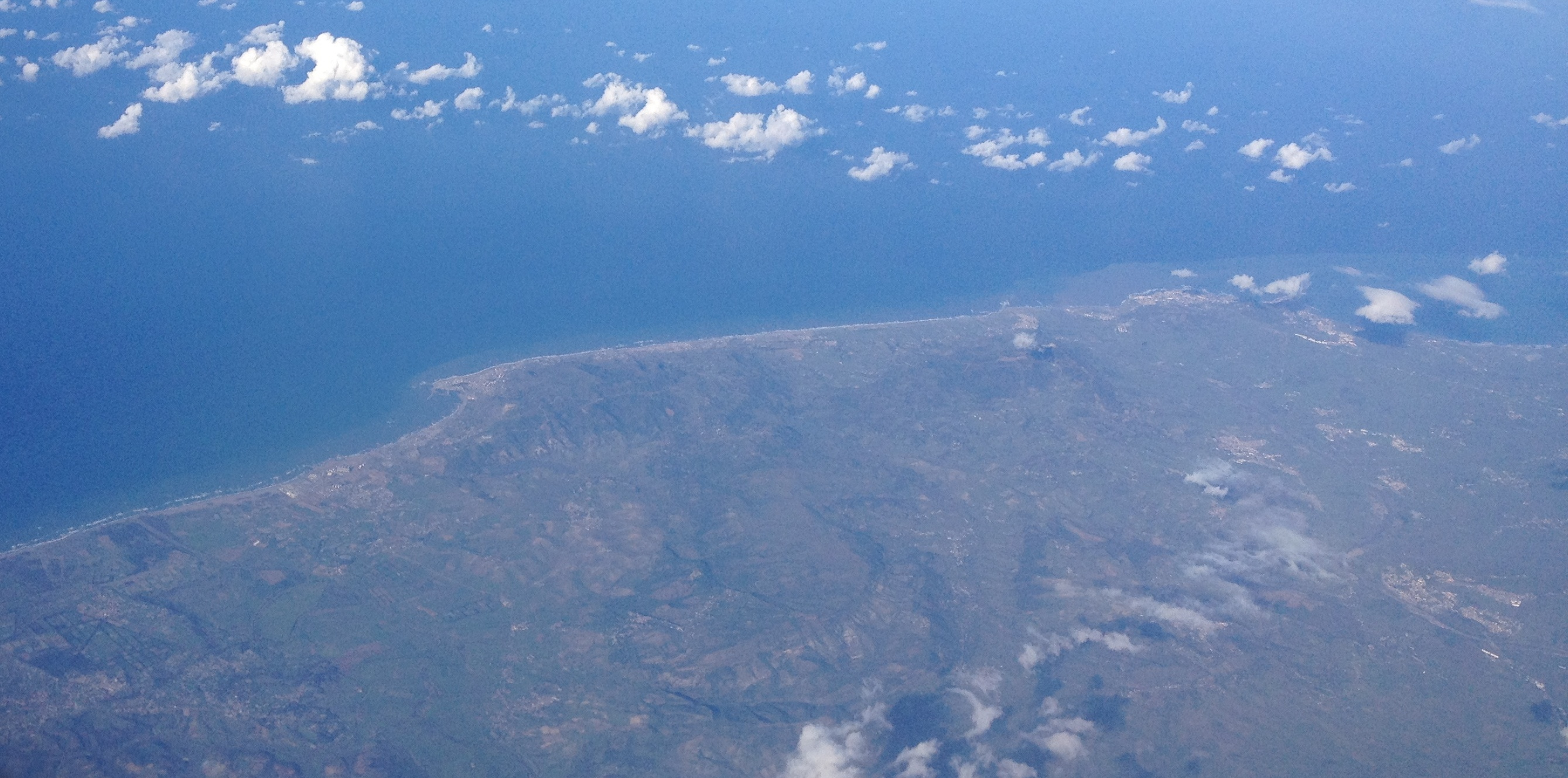
مصب وادي يسر

تنبع في «جبال الخشنة» وتسري حولها العديد من الوديان منها:
- وادي الحميز[22]
- وادي يسر
- وادي الرغاية
- وادي بودواو
- وادي بومرداس
- وادي قورصو
- وادي عربية
- وادي مغلدن
- وادي قداش
- وادي بوفرون
- وادي الأربعطاش
- وادي بوزقزة
- وادي فراح
- وادي الحد
- وادي السبت

## السدود

سد قدارة

تم إنشاء العديد من السدود في لتجميع المياه النابعة من «جبال الخشنة» في منطقة القبائل، منها:
- سد بني عمران
- سد قدارة
- سد كدية أسردون
- سد الحميد [23]
- سد الثنية

## مكتبة الصور

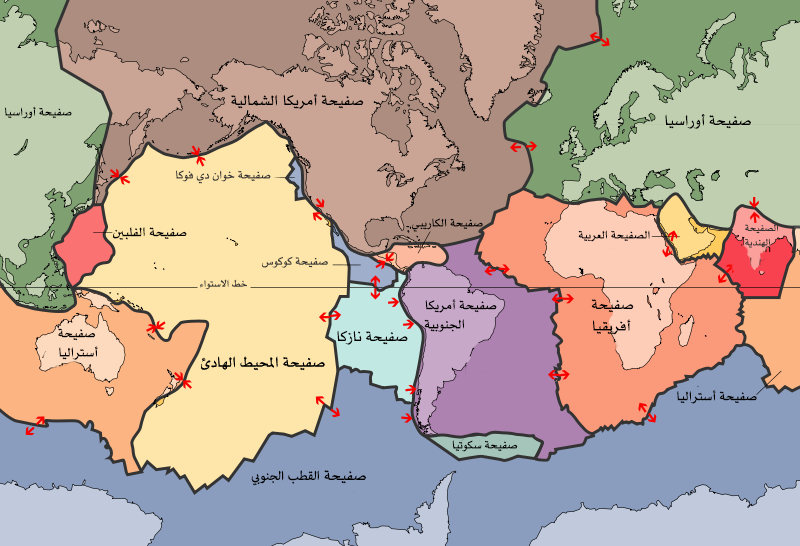
الصفائح التكتونية
جبل بوزقزة
جبل بوزقزة
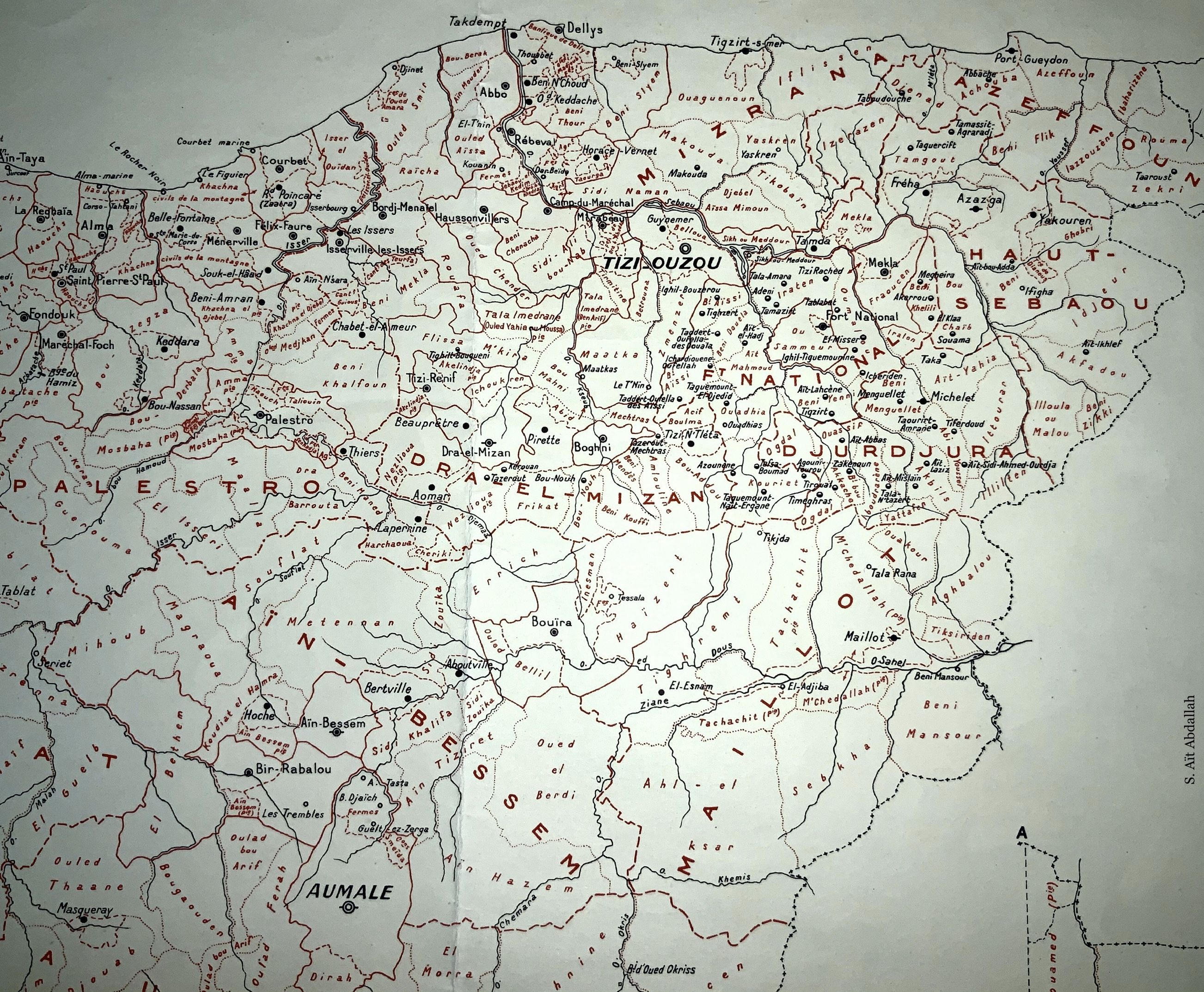
منطقة القبائل
الخريطة التاريخية لبلاد زواوة
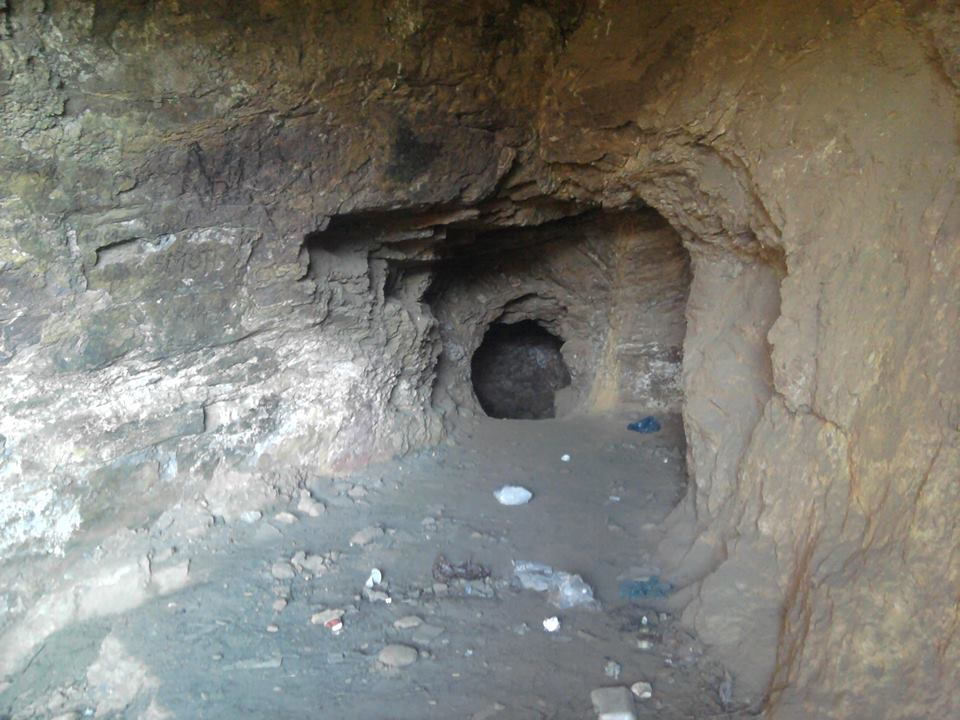
مغارات سوق الحد
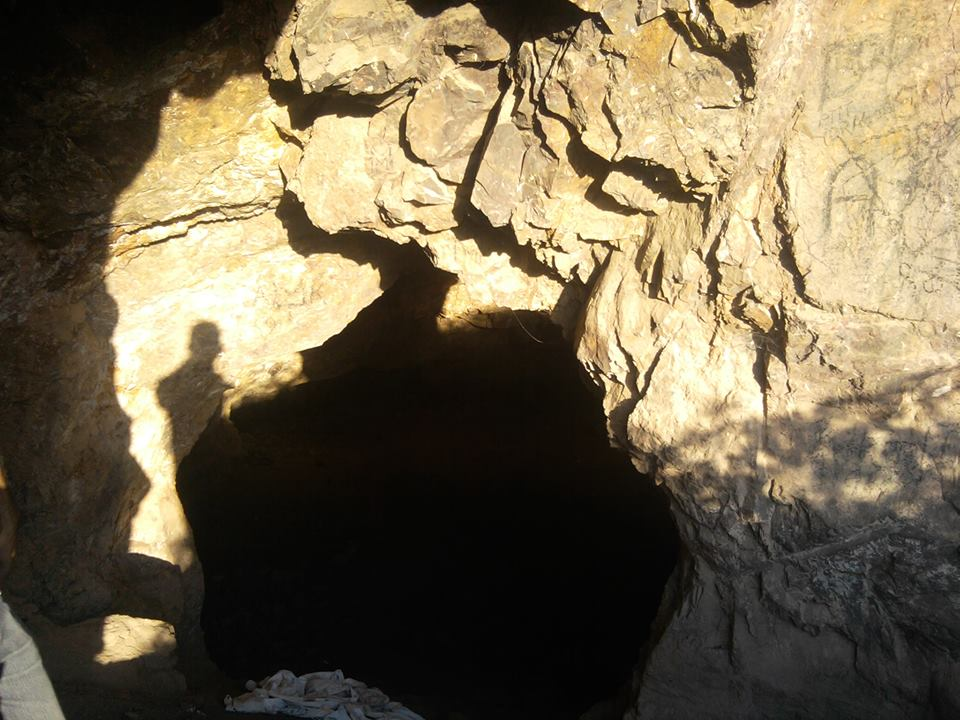
مغارات سوق الحد
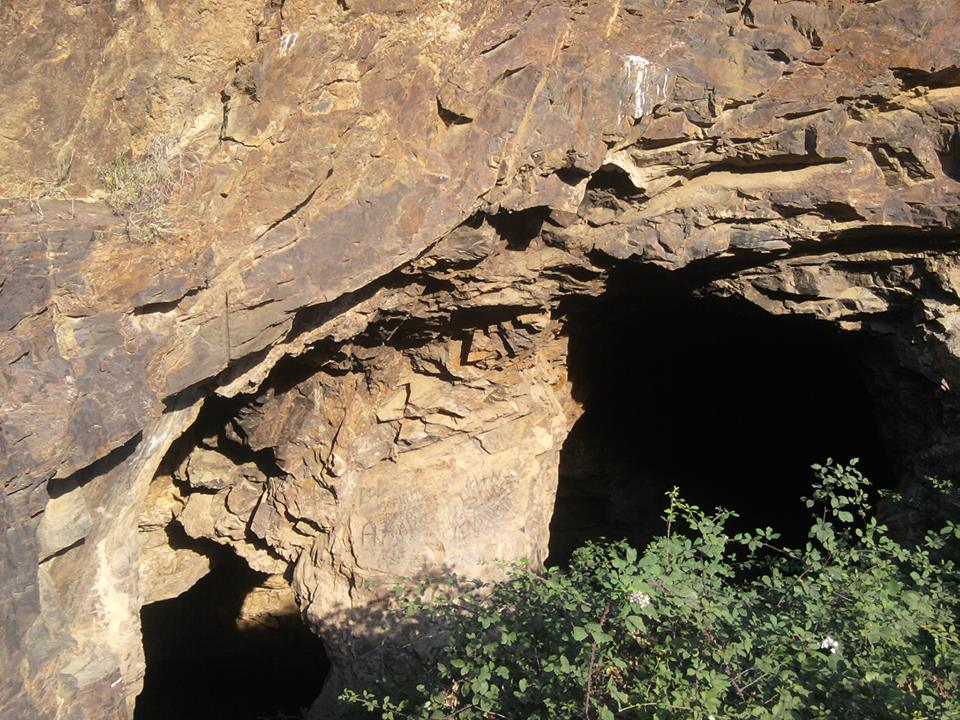
مغارات سوق الحد
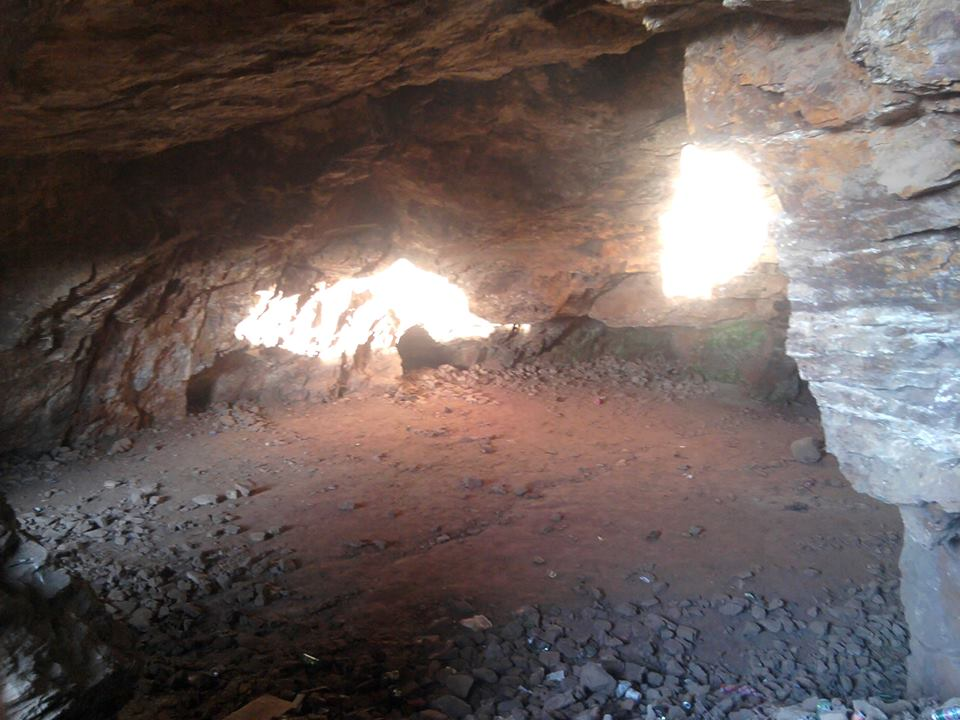
مغارات سوق الحد
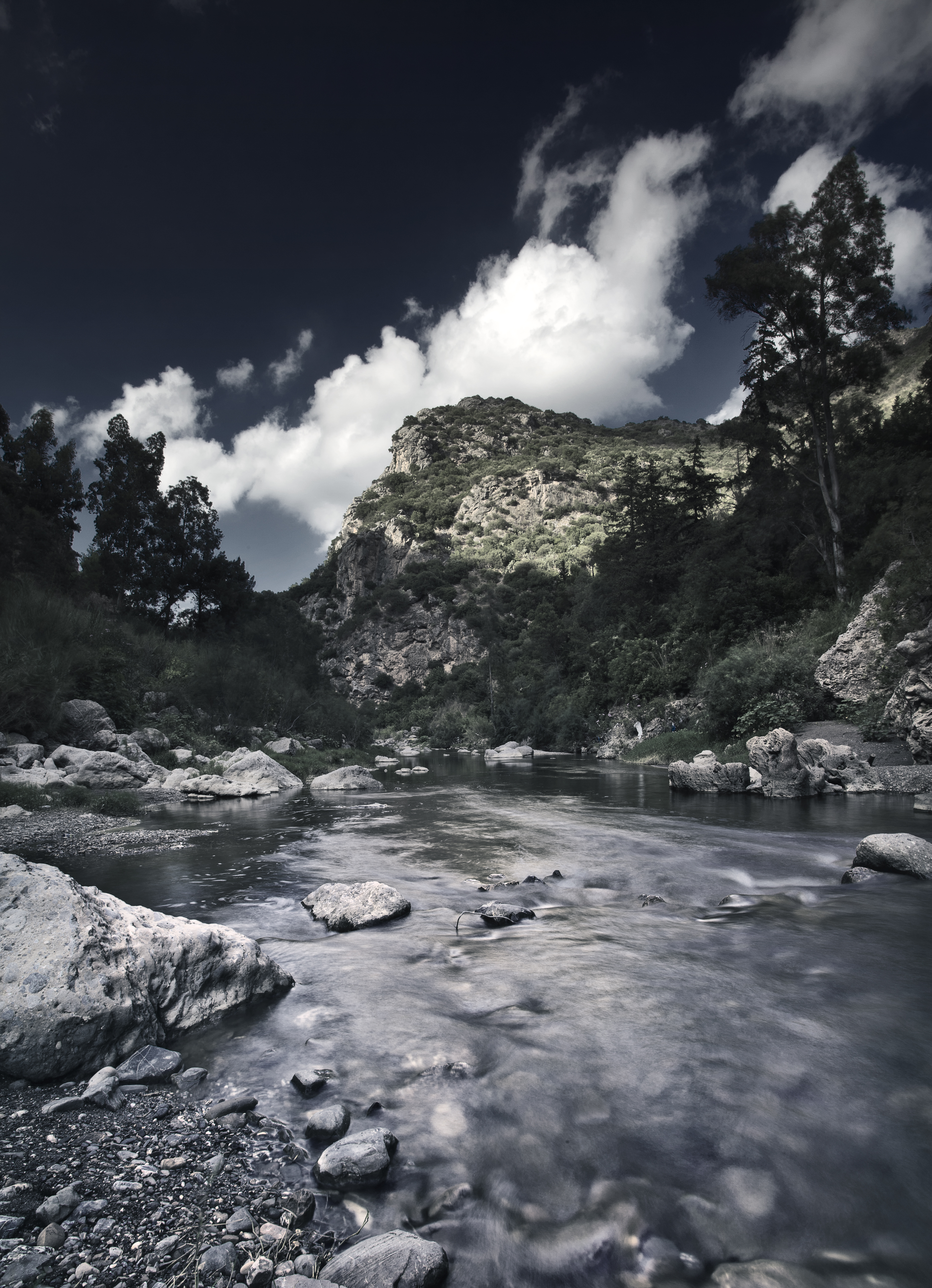
مجرى وادي يسر
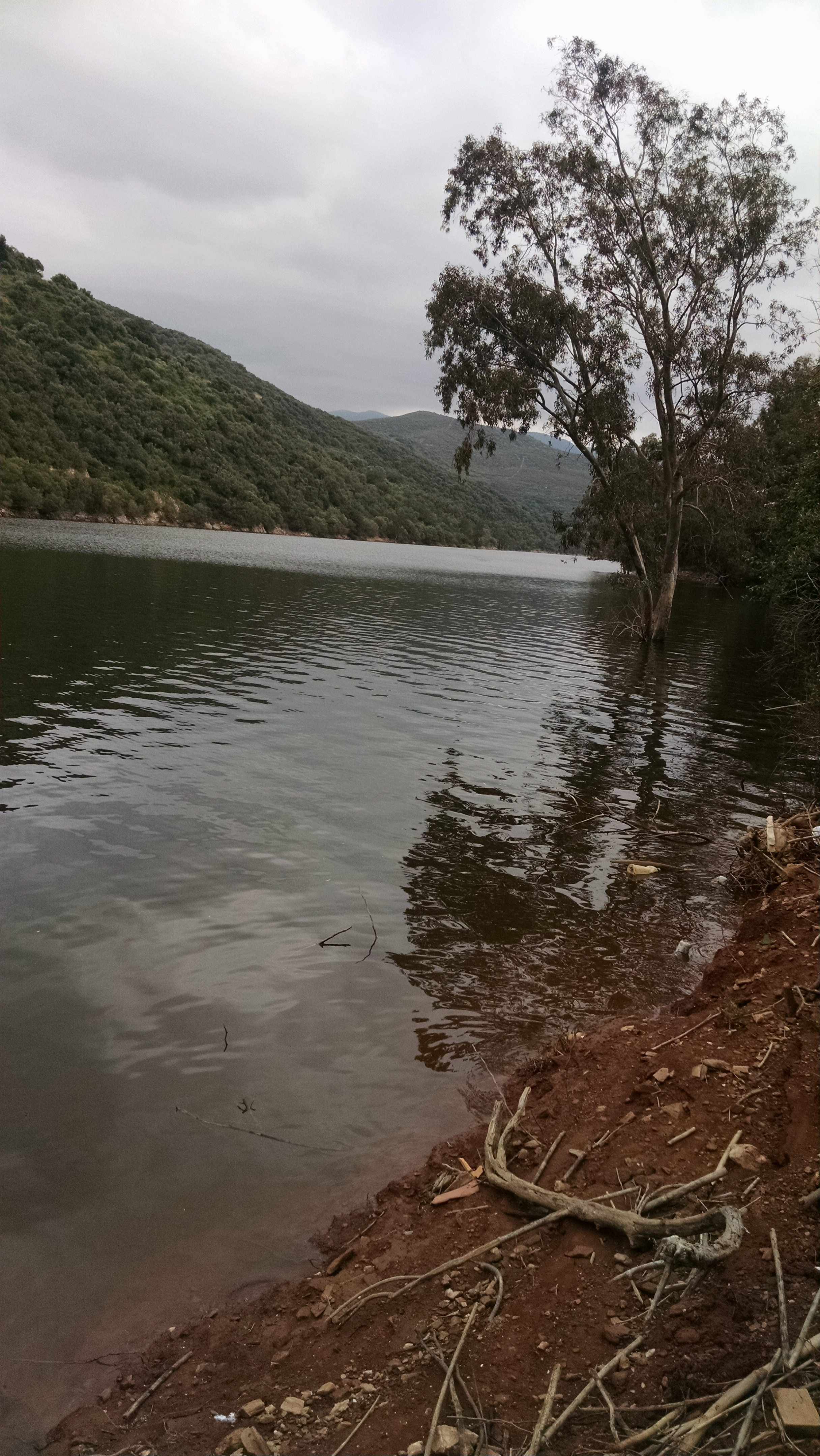
سد بني عمران
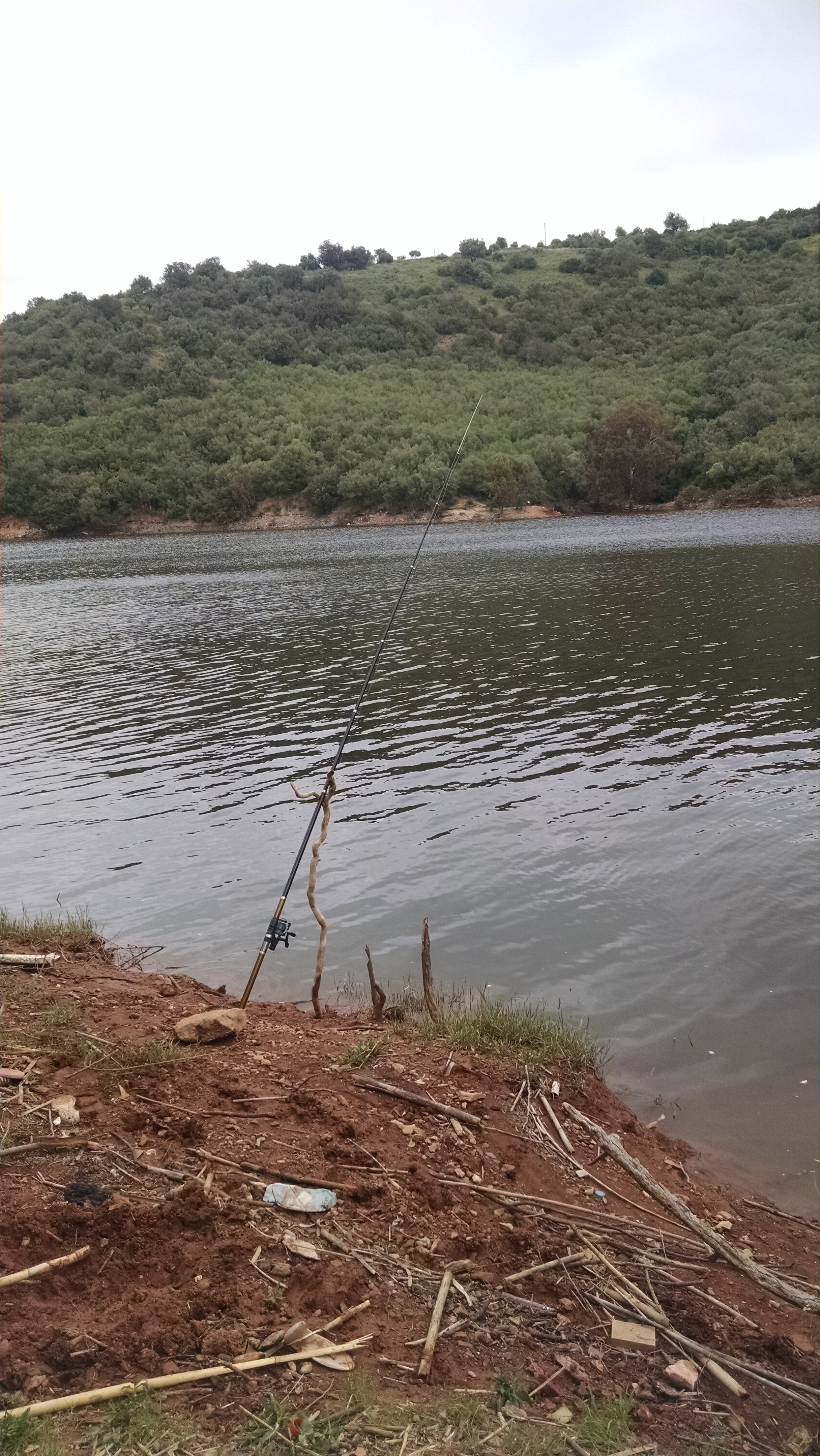
سد بني عمران
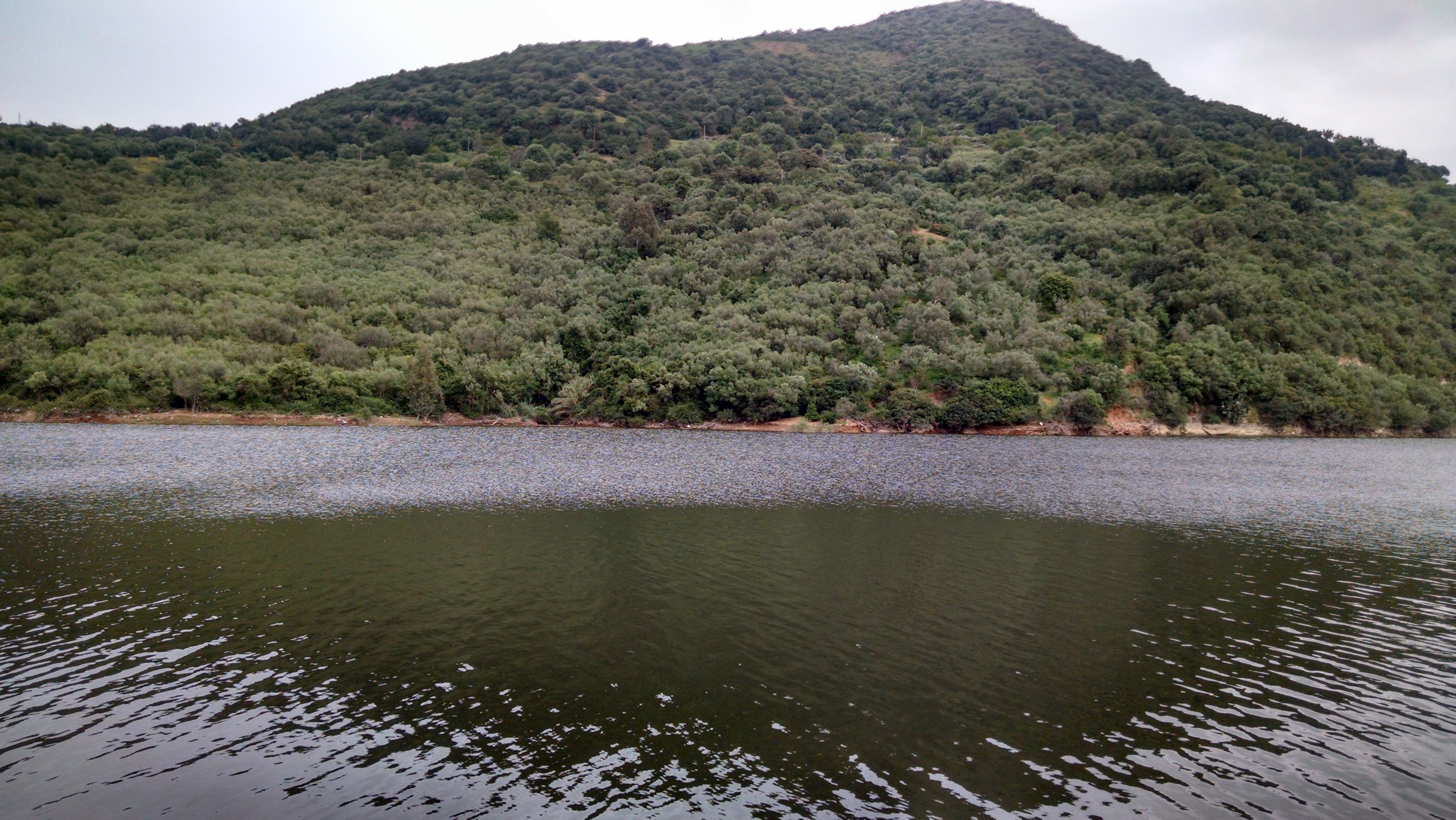
سد بني عمران
سد الحميز [الفرنسية]
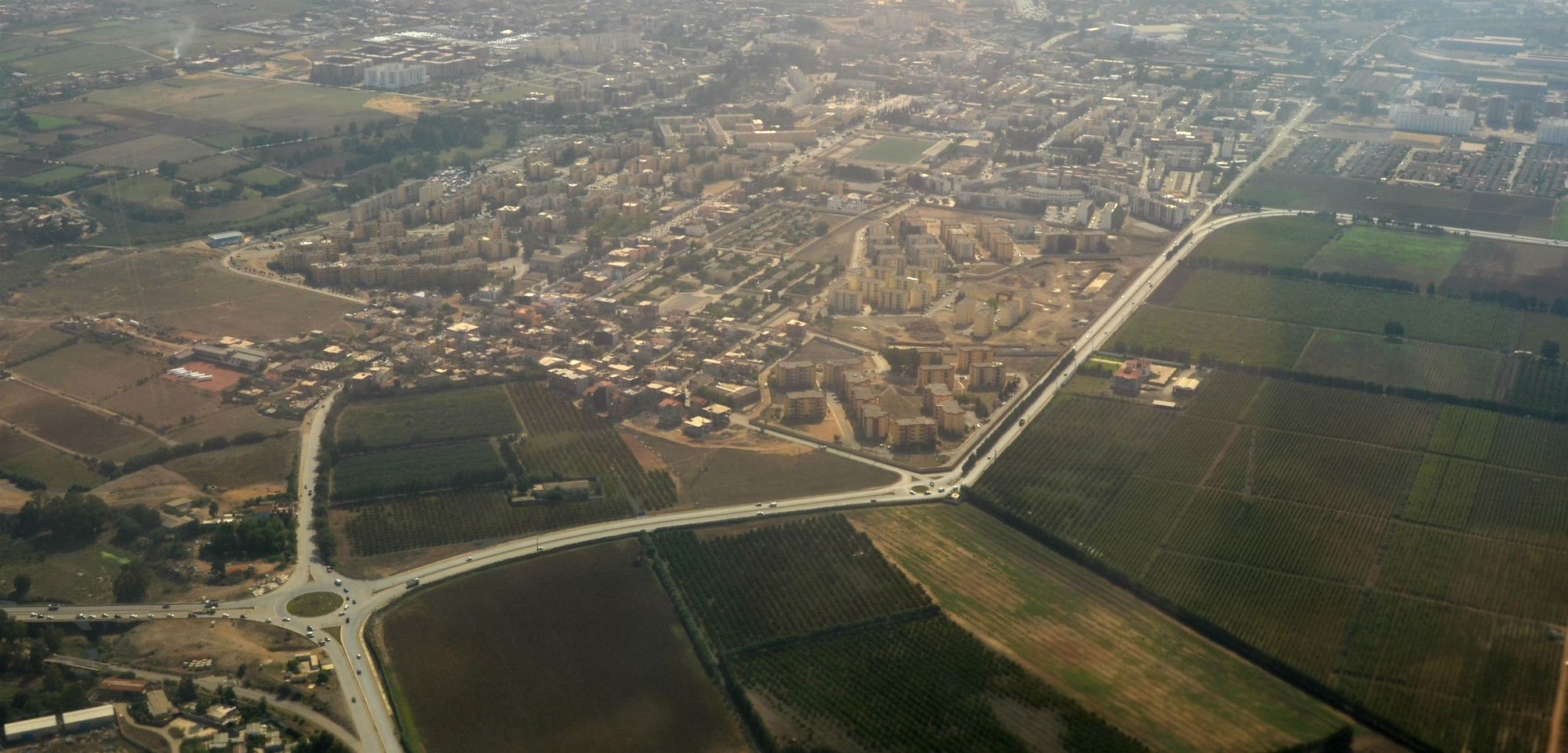
الطريق الوطني رقم 5
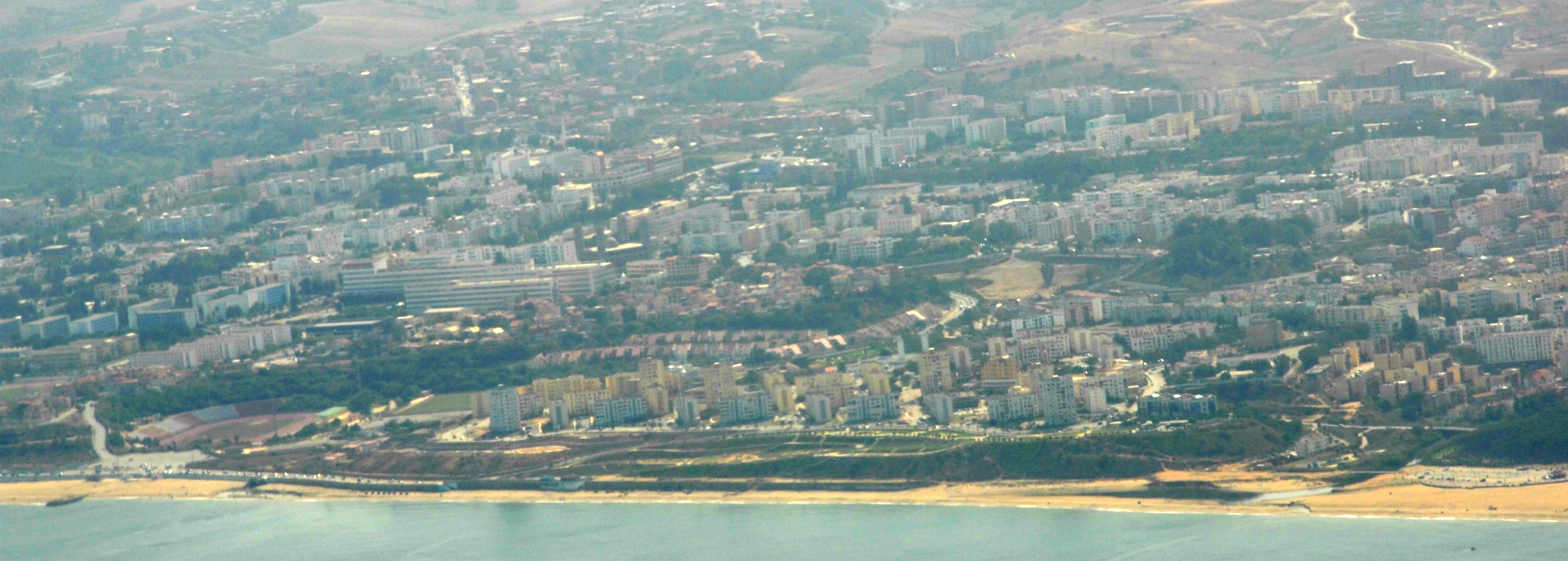
الطريق الوطني رقم 24

### مواضيع ذات صلة
- قائمة جبال الجزائر
- الأطلس التلي
- جبال جرجرة
- التيطري
- منطقة القبائل
- عروش زواوة
- الحديقة الوطنية جرجرة

### وصلات خارجية
- الموقع الرسمي لولاية بومرداس
- الموقع الرسمي لولاية الجزائر